# No Leaf Clover
No Leaf Clover (englisch Klee ohne Blätter) ist ein Lied der US-amerikanischen Metalband Metallica aus dem Jahr 1999, das in Zusammenarbeit mit dem US-amerikanischen Komponisten Michael Kamen und dem San Francisco Symphony Orchestra entstand.

## Entstehung und Veröffentlichung
Das Lied wurde von den beiden Metallica-Mitgliedern James Hetfield und Lars Ulrich geschrieben, komponiert und produziert. Die Produktion tätigten Hetfield und Ulrich in Zusammenarbeit mit Michael Kamen und Bob Rock.
Die Erstveröffentlichung von No Leaf Clover erfolgte als Teil von Metallicas zweitem Livealbum S&M am 19. November 1999 bei Elektra Records. Am 13. März 2000 erschien das Lied erstmals als zweite Singleauskopplung aus dem Album.

## Inhalt
Das Intro wird vom San Francisco Symphony Orchestra gespielt, darauf folgt ein Gitarrensolo von James Hetfield. Der Rest des Titels wechselt zwischen "clean" gespielten Refrains und Strophenteilen mit "verzerrten" Gitarren. Bei späteren Liveaufführungen wurde der Orchesterteil des S&M-Auftritts von der Band übernommen.

## Musikvideo
Das Musikvideo zeigt den Liveauftritt während der Aufnahme zu S&M. Dieses zählte bis Juli 2025 über 20 Millionen Aufrufe auf der Videoplattform YouTube.

## Charts und Chartplatzierungen
| ChartsChartplatzierungen       | Höchstplatzierung | Wochen |
| ------------------------------ | ----------------- | ------ |
| Deutschland (GfK)              | 40 (5 Wo.)        | 5      |
| Schweiz (IFPI)                 | 99 (1 Wo.)        | 1      |
| Vereinigte Staaten (Billboard) | 74 (10 Wo.)       | 10     |